# 宮本晃一
宮本 晃一（みやもと　こういち、1987年11月24日 -）は、日本の俳優。福岡県出身。身長167cm。特技はエレキギター、極小の折鶴作り、柔道。

## 出演

### ドラマ
- 2023年1月 ABCドラマ『ひともんちゃくなら喜んで』 生産管理部 戸塚役[要出典]

### 映画
- 2022年11月 短編映画「クソッタレ東京物語」阿部役 脚本/監督 山岳タケシ
- 2021年2月Hulu U35クリエイターズ・チャレンジ
- 老山綾乃監督『まんたろうのラジオ体操』羽田翼役
- 2018年 榊原有祐監督「栞」患者役

### 舞台
- 2025年1月 朗読劇「星の王子さま」（博品館劇場）惑星の住人役[1]
- 2024年1月　朗読劇「怪人二十面相」（六行会ホール ）[2]
- 2023年2月  朗読劇「星の王子さま」（六行会ホール ）惑星の住人役[3]
- 2021年11月　朗読劇「怪人二十面相」（浅草花劇場）[4]
- 2019年5月  ミュージカルコメディ「GO,JET!GO!GO!vol.2」-浮気なJETのパレットキャット- （Airstudio）マスター役

### CM
- 2022年12月 第一興商TVCM
- 2019年1月 「大正製薬 パブロンエースPRO」BS
- 2017年11月  NTT西日本 「IoTの町」
- 2016年11月   NTT西日本 「続・父の挑戦篇」 [5]